# Язь
Язь (лат. Leuciscus idus) — вид лучепёрых рыб из семейства карповых. Молодые рыбы называются подъязками.

## Ареал
В большей или меньшей степени распространён во всех странах Европы, отсутствует только в южной и юго-восточной Европе (начиная с восточной Франции), а также встречается в большей части Сибири до Якутии. Населяет реки Черноморского бассейна, от Дуная до Кубани (в Крыму отсутствует), и северной части бассейна Каспия в реках Волга, Урал и Эмба. Интродуцирован в Северную Америку, где освоился в США в штате Коннектикут.

## Описание
Взрослые язи достигают обычно длины 35—53 см и веса от 2 до 2,8 кг, хотя некоторые особи могут быть длиной до 90 см и весить до 6—8 кг. Живёт от 15 до 20 лет. Тело толстое. Голова укорочена, рот маленький косой. В зависимости от местности, возраста или времени года язь может проявлять более или менее явные различия.
Весной тело язя имеет металлический блеск: жаберные крышки, то есть «щёки», и голова кажутся как бы золотистыми; при повороте к солнцу цвета быстро меняются и рыбы приобретают то золотистые, то серебристые, то почти тёмные тона; нижние плавники, а иногда верхний и хвостовой красноватые. Спина синевато-чёрная, бока туловища беловатые, брюхо серебристое, хвостовой и спинной плавники тёмные, нижние и боковые плавники красные. Глаза зеленовато-жёлтые или жёлтые с тёмным пятном наверху.
Подъязки явственно более светлые и более серебристые, плавники значительно бледнее, чем у взрослых рыб.

### Схожие виды
Внешне имеет сходство с голавлём, от которого отличается более светлой спиной, узкой головой, уплощённым телом, более мелкой чешуёй и узкой пастью. Имеет сходство также с плотвой, от которой отличается жёлтым цветом глаз, более мелкой чешуёй и более светлой спиной.

## Экология
Язь — пресноводная рыба, однако может жить и в солоноватой воде морских заливов. Обитает в реках, проточных озёрах и речных прудах. Избегает горных, очень быстрых и холодных рек. Предпочитает более глубокие реки с более медленным течением и глинистым, слегка заиленным дном, держится близ мостов, водоворотов и ям ниже перекатов, у берегов с нависшим кустарником.
Как упоминал Л. П. Сабанеев, язь принадлежит к самым выносливым рыбам и легко выносит резкие перемены температуры. Настоящей зимней спячки у язя не бывает.

### Питание
Рыбы всеядные; питаются растительной и животной пищей, в том числе насекомыми, особенно их личинками, моллюсками, червями, а также высшей водной растительностью. Питаются, выходя на места с сильным течением. Кормятся в сумеречное время и ночью.

## Размножение
Нерест происходит во второй половине весны.

## В кулинарии
Язь используется человеком в пищу из-за сравнительно высоких вкусовых качеств. Рыба костлявая, мясо может быть от белого до оранжевого. Из данной рыбы готовят самые разные варёные, жареные, печёные, солёные блюда, из мяса делают начинки для рыбных пирогов и консервы. Охлаждённый язь не может использоваться как вяленая продукция или продукция холодного копчения, поскольку без термической обработки существует риск заражения личинками описторхисов.